# Kontroll
Pour plus de détails, voir Fiche technique et Distribution.
Kontroll est un film hongrois de Nimród Antal sorti en 2003. C'est une comédie noire qui suit les contrôleurs du métro de Budapest. Le film a été sélectionné dans plusieurs festivals et a gagné un Hugo d'or au Festival international du film de Chicago.

## Synopsis
Le personnage principal est Bulcsú, contrôleur de ticket de métro. Il vit continuellement sous terre, dormant dans les stations vides. Un jour, il rencontre Szofi, une fille déguisée en ourson rose, dont il tombe amoureux.
Il y a de plus en plus de morts dans le métro, apparemment des suicides, mais il apparaît que c'est dû à un mystérieux homme en noir qui pousse les gens devant les rames. Après diverses péripéties, Bulcsú pourchasse un jeune resquilleur espiègle qui échappe toujours aux contrôleurs, mais juste au moment où il allait l'attraper, celui-ci est victime de l'homme en noir. Bulcsú est soupçonné d'être l'homme en noir, mais il parvient à l'affronter dans un duel où le criminel ne parvient pas à échapper à un métro qui arrive. Bulcsú trouve alors le courage de sortir du monde souterrain, main dans la main avec Szofi déguisée en ange.

## Fiche technique
- Réalisation : Nimród Antal
- Scénario : Jim Adler et Nimród Antal
- Photographie : Gyula Pados
- Montage : István Király
- Musique : Neo
- Producteur : Tamás Hutlassa
- Langue : hongrois
- Récompense : Hugo d'or

## Distribution
- Sándor Csányi : Bulcsú
- Zoltán Mucsi : Professeur
- Csaba Pindroch : Muki
- Sándor Badár : Lecsó
- Zsolt Nagy : Tibi
- Bence Mátyássy : Bootsie
- Győző Szabó : Shadow
- Eszter Balla : Szofi
- Lajos Kovács : Béla